# Melinda Dillon
Pour les articles homonymes, voir Dillon.

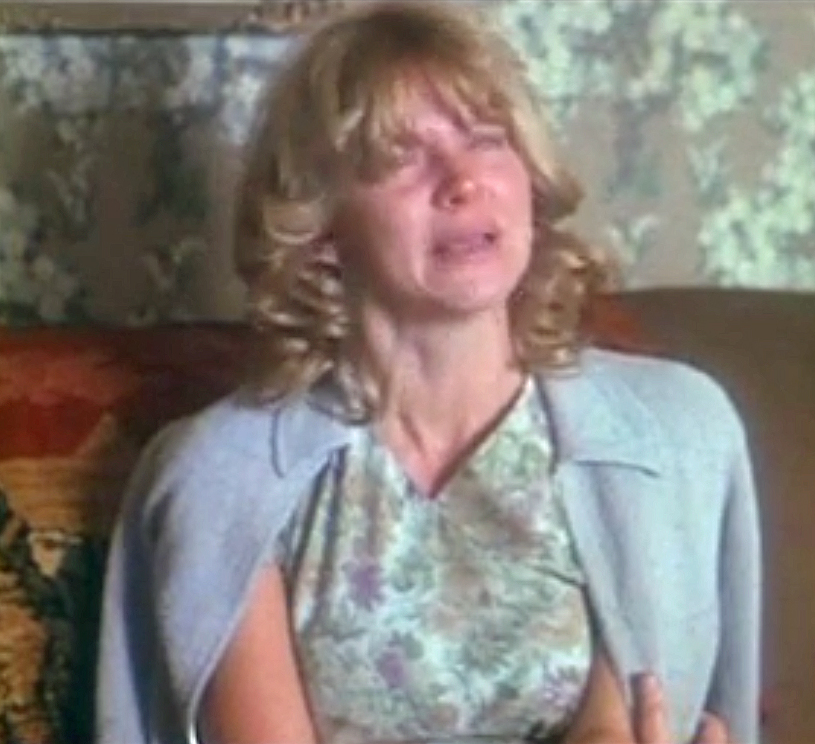
Melinda Dillon dans En route pour la gloire (1976).

Melinda Dillon, née le 13 octobre 1939 à Hope, Arkansas (États-Unis) et morte le 9 janvier 2023 à Los Angeles, Californie (États-Unis), est une actrice américaine.

## Biographie
Melinda Dillon est née le 13 octobre 1939 à Hope, Arkansas (États-Unis). Elle a étudié à l'Université DePaul, à Chicago.

### Vie privée
Elle a été mariée à l'acteur Richard Libertini de 1963 à 1978. Ils ont un fils, Richard Libertini Jr.

## Filmographie

### Cinéma

#### Longs métrages
- 1969 : Folies d'avril (The April Fools) de Stuart Rosenberg : Leslie Hopkins
- 1976 : En route pour la gloire (Bound for Glory) d'Hal Ashby : Mary
- 1977 : Rencontres du troisième type (Close Encounters of the Third Kind) de Steven Spielberg : Gillian Guiler
- 1977 : La Castagne (Slap Shot) de George Roy Hill : Suzanne Hanrahan
- 1978 : F.I.S.T de Norman Jewison : Anna Zarinkas
- 1981 : Absence de malice (Absence of Malice) de Sydney Pollack : Teresa Perrone
- 1983 : Christmas Story (A Christmas Story) de Bob Clark : Mme Parker
- 1984 : Songwriter d'Alan Rudolph : Honey Carder
- 1987 : Bigfoot et les Henderson (Harry and the Hendersons) de William Dear : Nancy Henderson
- 1989 : Staying Together de Lee Grant : Eileen McDermott
- 1990 : Spontaneous Combustion de Tobe Hooper : Nina
- 1990 : Captain America d'Albert Pyun : Mme Rogers
- 1991 : Le Prince des marées (The Prince of Tides) de Barbra Streisand : Savannah Wingo
- 1994 : Sioux City de Lou Diamond Phillips : Leah Goldman
- 1995 : Extravagances (To Wong Foo Thanks for Everything, Julie Newmar) de Beeban Kidron : Merna
- 1995 : Le Patchwork de la vie (How to Make an American Quilt) de Jocelyn Moorhouse : Mme Darling
- 1996 : Entertaining Angels: The Dorothy Day Story de Michael Ray Rhodes : Sœur Aloysius
- 1998 : The Effects of Magic de Charlie Martinez et Chuck Martinez : La mère
- 1999 : Magnolia de Paul Thomas Anderson : Rose Gator
- 2001 : Cowboy Up de Xavier Koller : Rose Braxton
- 2004 : Debating Robert Lee (nl) de Dan Polier : Mme Lee
- 2005 : Adam and Steve de Craig Chester : Dottie
- 2007 : À cœur ouvert (Reign Over Me) de Mike Binder : Ginger Timpleman
- 2012 : Jusqu'à ce que la fin du monde nous sépare (Seeking a Friend for the End of the World) de Lorene Scafaria : Rose

### Télévision

#### Séries télévisées
- 1963 : Les Accusés (The Defenders) : Jeannie Birch
- 1964 : East Side/West Side : Stacey Barbella
- 1969 : Bonanza : Cissy Summers
- 1975 : Storefront Lawyers : Connie Swann
- 1976 : The Jeffersons : Daphne
- 1976 : Sara : Lily Henchard
- 1981 - 1982 / 1984 : Insight : Janet / Susie / Une femme
- 1985 : La Cinquième Dimension (The Twilight Zone) : Penny
- 1985 : Space : Rachel Mott
- 1995 : The Client : Verna Caldwell
- 1996 : Un drôle de shérif (Picket Fences) : Mme Klausner
- 1997 : Tracey Takes On... : Desiree
- 2001 : Amy : Violet Loomis
- 2003 : The Lyon's Den : Charlotte Barrington
- 2005 : New York, unité spéciale (Law and Order : Special Victims Unit) (saison 6, épisode 21) : Jenny Rogers
- 2007 : Heartland : Janet Jacobs

#### Téléfilms
- 1978 : The Critical List de Lou Antonio : Dr Kris Lassiter
- 1979 : Transplant de William A. Graham : Ann Hurley
- 1980 : L'écrin de l'ombre (The Shadow Box) de Paul Newman : Agnes
- 1980 : Marriage Is Alive and Well de Russ Mayberry : Jeannie
- 1981 : Fallen Angel de Robert Michael Lewis : Sherry Phillips
- 1981 : Hellinger mène l'enquête (Hellinger's Law) de Leo Penn : Anne Gronouski
- 1983 : Right of Way de George Schaefer : Ruda Dwyer
- 1984 : The Juggler of Notre Dame de Michael Ray Rhodes : Dulcy
- 1986 : Delirium (Shattered Spirits) de Robert Greenwald : Joyce Mollencamp
- 1988 : L'Innocence foudroyée (Shattered Innocence) de Sandor Stern : Sharon
- 1989 : Objectif nucléaire (Nightbreaker) de Peter Markle : Paula Brown
- 1993 : Judgment Day: The John List Story de Bobby Roth : Eleanor List
- 1994 : Deux coupables pour un crime (Confessions : Two Faces of Evil) de Gilbert Cates : Carol Mothershed
- 1994 : Service des urgences (State of Emergency) de Lesli Linka Glatter : Betty Anderson
- 1995 : Naomi & Wynonna: Love Can Build a Bridge (en) de Bobby Roth : Polly Judd
- 2003 : A Painted House d'Alfonso Arau : Gran Chandler

## Distinctions

### Récompenses
- 1981 : Kansas City Film Critics Circle Awards de la meilleure actrice dans un second rôle dans un drame pour Absence de malice (1981).
- 1999 : Awards Circuit Community Awards de la meilleure distribution dans un drame pour Magnolia (1999) partagé avec Jeremy Blackman, Tom Cruise, April Grace, Luis Guzmán, Philip Baker Hall, Philip Seymour Hoffman, Ricky Jay, William H. Macy, Alfred Molina, Julianne Moore, John C. Reilly, Jason Robards et Melora Walters.
- 2000 : Florida Film Critics Circle Awards de la meilleure distribution dans un drame pour Magnolia (1999) partagé avec Jeremy Blackman, Tom Cruise, April Grace, Luis Guzmán, Philip Baker Hall, Philip Seymour Hoffman, Ricky Jay, William H. Macy, Alfred Molina, Julianne Moore, John C. Reilly, Jason Robards et Melora Walters.
- 2004 : Method Fest de la meilleure distribution dans un drame pour Debating Robert Lee (nl) (2004) partagée avec Daniel Letterle, Billy Kay, Kaley Cuoco, Beau Bridges, Rachel Nichols et Brian Kerwin.

### Nominations
- 50e cérémonie des Oscars 1978 : Meilleure actrice dans un second rôle dans un drame dans un film de science-fiction pour Rencontres du troisième type (1977).
- 54e cérémonie des Oscars 1982 : Meilleure actrice dans un second rôle pour Absence de malice (1981).
- 6e cérémonie des Screen Actors Guild Awards 2000 : Meilleure distribution dans un drame pour Magnolia (1999) partagé avec Jeremy Blackman, Tom Cruise, April Grace, Luis Guzmán, Philip Baker Hall, Philip Seymour Hoffman, Ricky Jay, William H. Macy, Alfred Molina, Julianne Moore, John C. Reilly, Jason Robards et Melora Walters.